# Arrocera La Querencia
Arrocera La Querencia ist eine Ortschaft in Uruguay.

## Geographie
Der Ort befindet sich auf dem Gebiet des Departamento Treinta y Tres in dessen Sektor 3. Arrocera La Querencia liegt südwestlich von Arrocera La Catumbera, östlich von Arrocera Zapata, nordöstlich von Arrocera Los Ceibos und Arrocera Mini sowie südlich von Arrocera San Fernando.

## Einwohner
Arrocera La Querencia hatte bei der Volkszählung im Jahre 2011 29 Einwohner, davon 16 männliche und 13 weibliche. Bei den vorhergehenden Volkszählungen von 1963 bis 2004 wurden für den Ort keine statistischen Daten erfasst.
| Jahr | Einwohner |
| ---- | --------- |
| 1996 | -         |
| 2004 | -         |
| 2011 | 29        |

Quelle: Instituto Nacional de Estadística de Uruguay